# Austrian Open 1994
L'Austrian Open 1994 è stato un torneo di tennis giocato sulla terra rossa. È stata la 49ª edizione del torneo, che fa parte della categoria World Series nell'ambito dell'ATP Tour 1994. Si è giocato a Kitzbühel in Austria dall'1 all'8 agosto 1994.

## Campioni

### Singolare maschile
Goran Ivanišević ha battuto in finale  Fabrice Santoro, 6-2, 4-6, 4-6, 6-3, 6-2

### Doppio maschile
David Adams /  Andrej Ol'chovskij hanno battuto in finale  Sergio Casal /  Emilio Sánchez, 7-5, 7-6